# Alice et la Bague du gourou
Alice et la Bague du gourou (titre original : The Swami's Ring) est le 61e roman de la série Alice (Nancy Drew en VO) écrit par Caroline Quine, nom de plume collectif de plusieurs auteurs. L'autrice de ce roman est Nancy Axelrad.
Aux États-Unis, le roman a été publié pour la première fois en 1981 par Wanderer Books (filiale de Simon & Schuster). En France, il est paru pour la première fois en 1985 chez Hachette Jeunesse dans la collection « Masque Jeunesse » sous le no 36.

## Résumé
Un homme a été trouvé gisant au bas d'une falaise, inconscient, blessé à la tête et amnésique. Une ancienne camarade de classe d'Alice, l'infirmière Lisa, demande son aide pour identifier la personne. En fouillant dans le sac à dos de l'inconnu, Alice trouve une étrange bague hindoue. Alice espère que l'objet aidera à découvrir l'identité de l'amnésique. Mais voilà qu'un homme barbu tente d'étrangler l'inconnu dans son lit d'hôpital...
Une harpiste de River City demande elle aussi l'aide d'Alice : il y a plusieurs jours que sa sœur n’est pas rentrée d'une retraite de méditation organisée non loin de la ville.

## Personnages
- Personnages récurrents
  - Alice Roy : héroïne de la série, fille de l'avocat James Roy, orpheline de mère.
  - James Roy : avocat de renom, père d'Alice Roy, veuf.
  - Bess Taylor : jeune femme blonde et rondelette, l'une des meilleures amies d'Alice.
  - Marion Webb : jeune femme brune et sportive, cousine germaine de Bess et l'une des meilleures amies d'Alice.
  - Ned Nickerson : jeune homme brun et athlétique, étudiant à l'université d'Emerson, ami et « chevalier servant » d'Alice.
  - Bob et Daniel : compagnons de Marion et de Bess.
  - Sarah : la gouvernante des Roy.

- Personnages spécifiques au roman
  - Lisa : infirmière, ancienne camarade de classe d'Alice.
  - Cliff : le surnom donné au patient amnésique (son vrai nom est Redford).

## Éditions françaises
- 1985 : éditions Hachette Jeunesse, collection « Masque Jeunesse » no 36, format souple (français, version originale). Illustré par Philippe Daure. Traduit par Lisa Rosenbaum. 20 chapitres. 189 p.
- 1988 : éditions Hachette Jeunesse, collection « Bibliothèque verte » no 443, format souple (français, version originale). Illustré par Philippe Daure. Traduit par Lisa Rosenbaum. 20 chapitres. 189 p.
- 2000 : éditions Hachette Jeunesse, collection « Bibliothèque verte » no 443 (série à timbre), format souple (français, version originale). Illustré par Philippe Daure. Traduit par Lisa Rosenbaum. 20 chapitres. 189 p.